# 岩村愛子
岩村 愛子（いわむら あいこ、1984年3月4日 - ）は、日本の女優、声優。東京都出身。

## 来歴・人物
以前はY・M・Oに所属していた。
女優・声優としてマルチに活動をしていたが、自身の卒業・就職を機に2006年に芸能活動を引退するが声優として復帰。
現在はフリーの女優・声優として活動中。
バトルロワイアルでは中川典子役でキャスティングが決まっていたが、怪我により降板。代わりに前田亜季が中川典子役を務め、岩村は前回優勝者の生徒役を演じた。怪我で自力での歩行が困難だったため、両脇を抱えられ救出された姿を演じることや、汚れた格好や夜間の撮影で怪我をカバーした。
趣味はカメラ、アクセサリー作り。特技は手話。

## 出演

### 映画
- ピンチランナー（2000年）
- バトル・ロワイアル（2000年） - 前回優勝者の少女 役
- バトル・ロワイアル 【特別篇】（2001年） - 前回優勝者の少女 役
- バトル・ロワイアルII 【鎮魂歌】（2003年） - 舞（ワイルドセブンのメンバー） 役

### テレビドラマ
- ムコ殿（2001年）
- 相棒 Season10 第8話（2011年） - 村井菜穂美 役

### バラエティ
- 中居正広の金曜日のスマたちへ 金スマ波乱万丈 - 杉田かおる 役
- コエキタ!!

### テレビアニメ
2001年
- デジモンテイマーズ（マリンエンジェモン）

2004年
- 風人物語（涼子）

2006年
- Soul Link（真聡の母）

2009年
- 獣の奏者 エリン（ティーナ、女官A）
- ジュエルペット（2009年 - 2013年、プレーズ） - 5シリーズ

2010年
- ハートキャッチプリキュア!（女子生徒、女子サッカー部員、幼児、園芸部員）

2012年
- ジョジョの奇妙な冒険（女性）
- Zoobles!（ロフ、フラッペ、サク）
- 遊☆戯☆王ZEXAL

### 劇場アニメ
- デジモンテイマーズ 暴走デジモン特急（2002年、マリンエンジェモン）
- 銀幕ヘタリア Axis Powers Paint it, White（白くぬれ!）（2010年、クマ二郎）

### Webアニメ
- ヘタリアシリーズ（2009年 - 2021年、幼日本、幼アメリカ、クマ二郎さん、ネコ、幼カナダ、） - 3シリーズ

### ゲーム
- ボイスノベル〜追憶の向こう側（2009年、香山葉子）

### その他
- ノベルアプリ『RENT HEAD』（芹沢夏芽[3]）

## CD
- デジモンテイマーズベストテイマーズ (7) 北川健太＆マリンエンジェモン